# Генрі Тумс
Генерал-майор сер Генрі Тумс (нар. 10 листопада 1824 — пом. 2 серпня 1874) — кавалер Хреста Вікторії, найвищої та найпрестижнішої нагороди за хоробрість перед лицем ворога, якою можуть бути нагороджені збройні сили Великої Британії та Співдружності націй.

## Раннє життя
Генрі Тумс народився в морі під час подорожі до Індії 10 листопада 1824 року. Він був наймолодшою дитиною із семи генерал-майора бенгальської кавалерії Джона Тумса та Мері Ремінгтон. Його відправили назад до Англії для здобуття освіти, де він навчався у Вільній школі Джона Ройса в Абінгдоні-на-Темзі (нині Абінгдонська школа). 15-річним він вступив до військової семінарії Британської Ост-Індійської компанії в Аддіскомбі, яку закінчив у червні 1841 року та отримав призначення в Бенгальську кінну артилерію. У 1869 році він одружився з Джорджиною Джанет Стірлінг, молодшою донькою адмірала сера Джеймса Стірлінга. Їхній онук Джозеф Тумс отримав Хрест Вікторії за свій внесок під час Першої світової війни.

## Військова кар'єра
Тумс отримав звання другого лейтенанта Бенгальської кінної артилерії 11 червня 1841 року, і у 19 років пішов на військову службу під час Гваліорської кампанії. Він відзначився під час битви під Пунніаром у грудні 1843 року з легкою польовою батареєю № 16 (кіннота), його згадували за доблесть і нагородили Пунніарською зіркою.
Під час Першої англо-сикхської війни (1845—1846) Тумс командував загоном кінної артилерії в битвах при Мудкі та Ферозешах і був ад'ютантом генерал-лейтенанта сера Гаррі Сміта в битві при Алівалі. У 1848 році його нагородили медаллю Сатледжа з двома пряжками (для Ферозешухура та Алівала).
Під час Другої англо-сикхської війни (1848—1849) він служив заступником помічника генерал-квартирмейстера артилерії. Він брав участь у битвах при Рамнагарі, Чилліанваллі та Гуджераті. Він отримав Пенджабську медаль із двома пряжками (за Чилліанваллі і Гуджерат) і згадувався за доблесть. У 1854 році він отримав тимчасове звання майора за бойові заслуги.
Тумс вчетверте потрапив на службу під час Повстання сипаїв 1857—1858 років, протягом якого він командував загоном кінної артилерії. 31 травня 1857 року його коня вперше застрелили. Він воював у битві при Бадлі-кі-Сараї, під час якої застрелили ще двох його коней. При облозі Делі він командував контингентом Бенгальської кінної артилерії. Саме під час цієї облоги, 9 липня 1857 року, він проявив хоробрість, за що його нагородили Хрестом Вікторії. За його доблесть та хоробрість солдат цей підрозділ отримав назву «Військо Тумса», яке — як батарея 28/143 (Загін Тумса), частина 19-го Полку Королівської артилерії — носить і донині.

### Хрест Вікторії
У віці тридцяти одного року, коли він був майором бенгальської кінної артилерії Бенгальської армії під час повстання в Індії при облозі Делі здійснив такий подвиг, за який його та Джеймса Гіллса нагородили Хрестом Вікторії:
Підполковник Генрі Тумс і лейтенант Джеймс Гіллс

Дата хороброго вчинку 9 липня 1857 року
За надзвичайну доблесть лейтенанта Гіллса в Делі, при захисті призначеної йому позиції у випадку сигналу тривоги та благородну поведінку підполковника Тумса, який двічі приходив на допомогу підлеглому, вбиваючи супротивника.

(Див. згадку за доблесть підполковника Маккензі, командувача 1-ю бригадою кінної артилерії, датованою табором поряд з Делі 10 липня 1857 року, яку опублікували в додатку «Лондон газет» від 16 січня 1858 року)

### Пізніша кар'єра
За заслуги при облозі Делі Тумс отримав звання тимчасового підполковника та став кавалером ордена Лазні у січні 1858 року. У березні 1858 року він брав участь в облозі та захопленні Лакхнау, перш ніж брати участь у низці незначних операцій. У липні 1858 року він отримав звання полковника, а у квітні 1861 року — тимчасового підполковника королівського полку артилерії.
У 1864 році в чині бригадного генерала він брав участь у Дуарській війні, командуючи силами, які відбили форт Девангірі. Підвищений у генерал-майори у березні 1867 року, у березні 1868 року став лицарем-командором ордена Лазні. Тумса призначили командувачем дивізії у 1871 році, спочатку в Праяграджі, потім в Ауді. У 1874 році він пішов у відставку через слабке здоров'я та помер у Ньюпорті, острів Вайт, 2 серпня 1874 року у віці 49 років.

## Оцінка
Фельдмаршал Робертс, підлеглий під час Індійського повстання, пізніше написав:
Героєм дня [коли він отримав Хрест Вікторії] став Гаррі Тумс… надзвичайно красивий чоловік і справжній солдат. … Я завжди чув про Тумса як про одного з найкращих офіцерів полку. …. Як холоднокровний, сміливий лідер, Тумс був неперевершеним: жодна пожежа, якою б гарячою вона не була, і жодна криза, якою б несподіваною не була, не могли заскочити його зненацька; він миттєво розумів ситуацію та без вагань віддавав накази, вселяючи у всих званнях впевненість у силі та спроможності. Він був чимось схожим на мартинета, і його люди більше боялися, ніж любили, поки вони не зрозуміли, яким великим лідером він був, коли вони повністю довірялися йому та були готові слідувати за ним скрізь і всюди.
Після звістки про смерть Тумса індійський головнокомандувач лорд Напір видав загальний наказ, у якому висловив жаль з приводу втрати «такого видатного офіцера».

## Медаль
Його Хрест Вікторії виставлений у Королівському артилерійському музеї, Вулвіч, Лондон.